# 江漢関

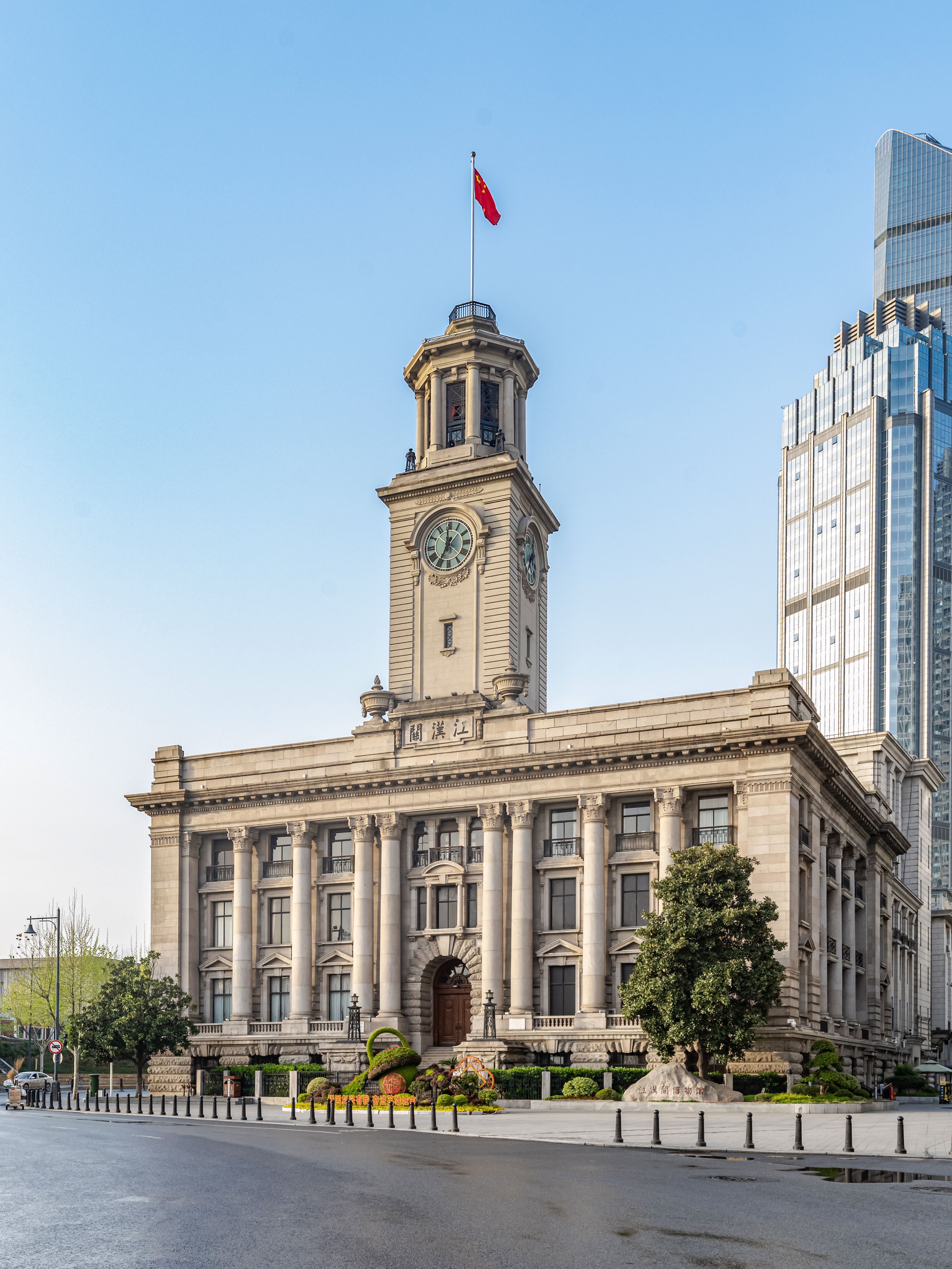
江漢関

江漢関は武漢市のランドマークであり、沿江大道129号にある。江漢関大楼は1924年1月21日に竣工し、高さは45.85m、当時武漢の最も高い建築だった。
江漢関大楼は2001年に全国重点文物保護単位に入選し、2015年からは博物館としてオープンしている。